# Pandanus papillosus
Pandanus papillosus är en enhjärtbladig växtart som beskrevs av Harold St.John. Pandanus papillosus ingår i släktet Pandanus och familjen Pandanaceae. Inga underarter finns listade.